# Buchenwald (musikalbum)
Buchenwald är ett musikalbum med Whitehouse, utgivet 1981.

## Låtlista
1. Buchenwald (12:22)
2. Dedicated To Albert de Salvo - Sadist And Mass Slayer (4:16)
3. Incest 2 (4:19)
4. The Days At Florbelle (3:59)